# ميخائيل بيرد
ميخائيل بيرد (بالإنجليزية: Michael Bird)‏ (7 نوفمبر 1983 في المملكة المتحدة - ) هو لاعب كرة قدم بريطاني في مركز الهجوم. لعب مع بولتون واندررز وغلينافون ونادي أبردين وسنترال يونايتد ونادي ويتون ألبيون وWarrington Town F.C. ‏ ونورثويتش فيكتوريا وColwyn Bay F.C. ‏ وكارنارفون تاون ‏.

## وصلات خارجية
- ميخائيل بيرد على موقع قاعدة بيانات كرة القدم.إي يو (الإنجليزية)
- ميخائيل بيرد على موقع Soccerbase.com (لاعب) (الإنجليزية)